# بكتين

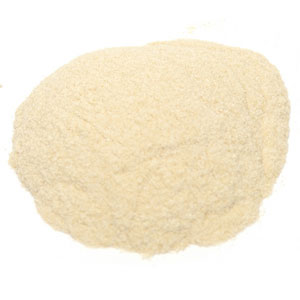
بودرة تجارية مستخلصة من ثمار الحمضيات.

البكتين (بالإنجليزية: Pectin)‏ (أصل الكلمة من الإغريقية πηκτικός - بيكتيكوس بمعنى متخثر)  هو متعدد سكاريد يدخل في تركيب الجدار الخلوي الرئيسي في النباتات الموجودة على سطح الأرض.
عزل البكتين أول مرة ووصفه العالم الفرنسي هنري براكونو Henri Braconnot عام 1825.
يتوافر البكتين تجارياً مسحوقًا يتراوح لونه بين الأبيض والبني، ويستخلص من الحمضيات أساسًا، ويستعمل في مجال الأغذية والصناعات الغذائية مادة ماسكة للقوام gelling agent خاصة في المربيات والحلوى الهلامية (جيليه jellies). يدخل البكتين أيضاً في مجال الحلويات وكمادة مثبتة في عصائر الفواكه وكمصدر للألياف الغذائية.
تحتوي الفواكه مثل الأجاص، السفرجل، الجوافه، التفاح، البرقوق، والبرتقال وغيرها من الفاكهة الحمضية على كميات جيدة من البكتين أما الفاكهة الطرية مثل الكرز، العنب والفريز تحتوي على كمية قليلة من البكتين.
تحتوي الفواكه الطازجة على مستويات مختلفة من البكتين، تختلف بحسب درجة النضج ونوع الفاكهة مثلا:
التفاح، 1–1.5%
المشمش، 1%
البرتقال، 0.5–3.5%
الكرز، 0.4%
الجرز، 1.4%
قشور الحمضيات، 30 %